# Ziejuko
Ziejuko (ros. Зеюко) – auł w Rosji, w Karaczajo-Czerkiesji, w rejonie chabieskim. W 2021 liczył 3369 mieszkańców.